# Muça ibne Issa ibne Muça Alhaximi
Muça ibne Issa ibne Muça Alhaximi (em árabe: موسى بن عيسى بن موسى الهاشمي; romaniz.: Musa ibn Isa ibn Musa al-Haximi) foi um príncipe abássida do século VIII. Filho de Issa ibne Muça, se destacou em vários cargos de governo ao longo de sua carreira em Cufa, Egito, Damasco, Meca, Medina e Armênia, e foi um dos principais comandantes na Batalha de Faqueque.

## Vida

### Antecedentes e disputa sucessória
Muça nasceu em ca. 746 (de acordo com um relato)[a] e era filho de Issa ibne Muça, um membro dos Banu Abas que serviu como governador de Cufa durante os primeiros anos do Califado Abássida. Membro da dinastia reinante, era sobrinho-neto dos primeiros dois califas Açafá (r. 750–754) e Almançor (r. 754–775); e estava ligado à linha dominante por seu casamento com Ulaia, filha do terceiro califa Almadi (r. 775–785). Sob os arranjos de sucessão feitos por Açafá em 754, o pai de Muça, Issa, era originalmente o segundo herdeiro aparente do califado após o irmão de Açafá, Almançor. Em 764/5, no entanto, Issa foi pressionado por Almançor a ceder seus direitos e reconhecer as reivindicações do filho do califa, Almadi. De acordo com algumas versões desse evento, Muça temia que Almançor mandasse matar seu pai se se recusasse a se afastar e trabalhou junto dele para convencer Issa a se retirar da sucessão.

### Sob Almadi e Alhadi
Durante Almadi, Issa foi destituído permanentemente de seus direitos de sucessão ao califado, mas, fora isso, Muça e sua família parecem ter permanecido em boa situação. Em 780, escoltou o futuro califa Harune Arraxide numa expedição contra o Império Bizantino, e após a morte de Issa em 783, recebeu o governo da base do antigo poder de seu pai, Cufa, que ainda manteve sob Alhadi (r. 785–786). Em 786, foi um dos comandantes que conseguiu reprimir uma rebelião pró-álida em Meca na Batalha de Faqueque, com ele e Alabas ibne Maomé ibne Ali liderando a ala esquerda do exército. Apesar de ter desempenhado papel proeminente na vitória, depois recebeu críticas por sua decisão de executar Haçane ibne Maomé, filho de Maomé Nafes Zaquia, que havia participado da revolta. Como punição por não manter Haçane vivo para julgamento, Alhadi ordenou que seus bens e propriedades fossem confiscados, e permaneceram assim até a morte do califa naquele ano.

### Sob Harune Arraxide
Muça foi particularmente ativo após a ascensão de seu primo em segundo grau Harune Arraxide (r. 786–809), que o nomeou para uma série de cargos no início de seu reinado. Durante este período, foi novamente colocado no comando de Cufa em três ou quatro ocasiões diferentes, e também foi nomeado governador de Meca e Medina (e, de acordo com algumas fontes, do Iêmem).[b] Em 797 e 799, serviu como líder da peregrinação (haje) em Meca.[c] Em 787-789, 791-792 e 795-796, teve três cargos como governador do Egito. Durante seu primeiro governo, reverteu os éditos anticristãos de seu predecessor Ali ibne Solimão ibne Ali Alhaximi e permitiu que os coptas reconstruíssem as igrejas que Ali ordenara que fossem destruídas. Seu tempo no Egito foi relativamente tranquilo, embora seu segundo governo tenha sido encerrado depois que Harune recebeu reclamações sobre sua conduta na província.[d]
Em 793, foi nomeado governador de Damasco. Após sua chegada à Síria, empreendeu uma expedição de um mês no Haurã num esforço malsucedido para caçar o caicita Abu Alhaidame, que havia erguido o estandarte da rebelião alguns meses antes. Após as subsequentes tentativas de matar ou capturar o rebelde da mesma forma terminarem em fracasso, foi chamado pelo califa e partiu da região, deixando Abedal Salã ibne Humaide para cuidar dos negócios em seu lugar. Em 794, foi nomeado governador da Armênia, que havia sido recentemente pacificada após uma extensa campanha empreendida pelo governo central para derrotar vários movimentos rebeldes em andamento. Permaneceu na província por um ano antes que um novo surto de agitação fizesse a região cair novamente em turbulência; como resultado, foi demitido e substituído por Iáia ibne Saíde Alharaxi. Teria morrido em 799 (aos 55 anos), 803 e 805.